# Haushaltsmischung
Die so genannte Haushaltsmischung (seltener: Hausfrauenmischung) beschreibt in der Banksprache ein
Mischungsverhältnis verschiedenwertiger Banknoten bei der Ausgabe durch den Geldautomaten oder automatischen Kassentresor. Der Name leitet sich daraus ab, dass dieses Mischungsverhältnis die Handhabung von Handelsgeschäften des täglichen Lebens vereinfachen soll.
Die Mischung kommt typischerweise zustande, indem von jedem Scheinwert, beginnend mit dem kleinsten verfügbaren Schein, in aufsteigender Reihenfolge des Scheinwertes je einer ausgegeben wird, bis kein höherer Schein mehr verfügbar ist oder dies den angeforderten Auszahlungsbetrag übersteigen würde. Der Rest wird größtmöglich ausgezahlt.
Bei einem Betrag von 100 € und einem Automaten mit den Geldscheinwerten 5 €, 10 €, 20 € und 50 € setzt sich die Stückelung folgendermaßen zusammen:
- einmal  5 €, Rest 95 €
- einmal 10 €, Rest 85 €
- einmal 20 €, Rest 65 €
- einmal 50 €, Rest 15 €
- einmal 10 €, Rest  5 €
- einmal  5 €, Auszahlungsbetrag erreicht
- Ergebnis: einmal 50 €, einmal 20 €, zweimal 10 €, zweimal 5 €.